# João Carlos Rodrigues Junior
João Carlos Rodrigues Junior (Piraju, 24 de fevereiro de 1990 — São Paulo, 7 de abril de 2013) foi um canoísta brasileiro.
Considerado uma promessa do esporte brasileiro, morreu dias após ser convocado para a seleção brasileira que iria disputar o sul-americano da modalidade.

## Competições
- 2010 - um dos representantes brasileiros de canoagem de velocidade nos Jogos Sul-Americanos[3]. Terminou a competição com uma medalha de prata[4]
- 2012 - um dos representantes brasileiros no 5º Campeonato Mundial Universitário de Canoagem Velocidade[5].
- 2013 - convocado para representar o Brasil no Campeonato Sul-Americano

## Morte
João Carlos morreu após ser atropelado por um ônibus no dia 6 de abril de 2013, na zona sul da cidade de São Paulo.
Em nota, a Confederação Brasileira de Canoagem lamentou o acidente: "É com muita tristeza que a canoagem brasileira perdeu neste domingo um canoísta de grande potencial no esporte (...) Integrante da Seleção Brasileira de Canoagem que treina no Centro de Treinamento da Canoagem Velocidade no Yacht Club Paulista, João Carlos disputaria em poucos dias o Campeonato Sul-Americano de Canoagem Velocidade no Chile".. O Ministério do Esporte também escreveu uma nota de pesar em seu site oficial: "O Ministério do Esporte lamenta a morte do canoísta João Carlos Rodrigues Júnior. O atleta faleceu após se envolver em um acidente de trânsito em São Paulo. Integrante da seleção brasileira de canoagem, o atleta era natural de Piraju e recebia o benefício do programa bolsa-atleta. O ministério manifesta sua tristeza pela perda do atleta e se solidariza com a família e amigos."
Ele foi enterrado no dia 9 de abril de 2013, em sua cidade natal..

## Conquistas
- 8 vezes campeão sul-americano (maratona e velocidade)
- 1 vez vice-campeão nos jogos sul-americanos na categoria K1 1000m.